# Arroio Parao
O arroio Parao (em castelhano:  arroyo del Parao) é um curso de água que banha o departamento de Treinta y Tres, no Uruguai.
Sua nascente é a Coxilha Grande, sua foz é no rio Cebollatí. Seu comprimento e de 95 km.